# Ялгузидзе, Иван Георгиевич
Ива́н Гео́ргиевич Ялгузи́дзе (Габара́ев, осет. Ӕгъуызаты (Гӕбӕраты) Иуане (Уане), груз. იოანე გიორგის ძე იალღუზიძე; 1775, село Залда (ныне Южная Осетия) — 5 августа 1830, Тифлис) — осетинский писатель, просветитель и православный миссионер. Основоположник осетинской литературной традиции, первый осетинский автор.

## Биография
Родился в 1775 году в селе Залда в Джавском ущелье, Ка́ртли-Кахети́нское ца́рство. Происходил из фамилии Габараевых — одной из ветвей древнего осетинского рода Алгузата.
Когда мальчику исполнилось восемь лет, по велению царя Ираклия II его отправили в Давид-Гареджийский монастырь. Здесь он получил основательную подготовку, обучаясь грамматике, риторике, физике, литературе. Попечителем и учителем мальчика был священнослужитель Иосиф Карумидзе. Учитель полюбил своего ученика, высоко ценил его любознательность и способности, уделял ему много времени. Впоследствии И. Карумидзе писал о своем ученике: «Царь Ираклий пожаловал мне осетинского мальчика лет 8‑ми и повелел указом, чтобы я его обучал чтению, письму и всей учености, каковое повеление государя моего было мною выполнено».
Окончил духовную семинарию, владел осетинским, русским и грузинским языками, учительствовал в Тифлисской Духовной семинарии.
В 1798 году по окончании курса семинарии Ялгузидзе был направлен в Душетскую церковно-приходскую школу, где обучал крестьянских детей чтению и письму на грузинском языке.
В 1802 г. он был переведён в Тифлис, где преподавал грузинскую, русскую и осетинскую словесность в духовной семинарии. К учительской деятельности в приходском духовном училище при Тифлисской духовной семинарии он вернулся лишь спустя годы (1820—1822). В архивном документе раскрываются мотивы привлечения Ялгузидзе вновь к учительскому труду: «Так как Ялгузидзе основательный знаток родного и грузинского языков, то с принятием осетинских детей определить его учителем осетинского и грузинского языков».
В 1820 году составил букварь и катехизис на осетинском языке. В 1821 году издал первый учебник-букварь на осетинском языке. Ялгузидзе создал два алфавита: один — на основе грузинской церковной графики, а другой — на основе светской.
Умер И. Ялгузидзе от холерной эпидемии 5 августа 1830 г., похоронен на кладбище в Авлабарской архангельской церкви в Тифлисе.
Из поэтических произведений Ялгузидзе до нас дошла только десятая часть большой поэмы «Алгузиани» (осет. «Агъуызы кадӕг»). Поэма написана на грузинском языке и впервые была опубликована в 1885 году.

## Память
- В честь Габараева открыты памятники в городе Владикавказ, и в городе Цхинвал.